# ダウガヴァ川
ダウガヴァ川、西ドヴィナ川、または西ジヴィナ川（ダウガヴァがわ、にしドヴィナがわ、にしジヴィナがわ、ロシア語: Западная Двина́、ベラルーシ語: Заходняя Дзьвіна、ラトビア語: Daugava、ドイツ語: Düna）は、東ヨーロッパを流れる全長約1020kmの川である。

## 概要

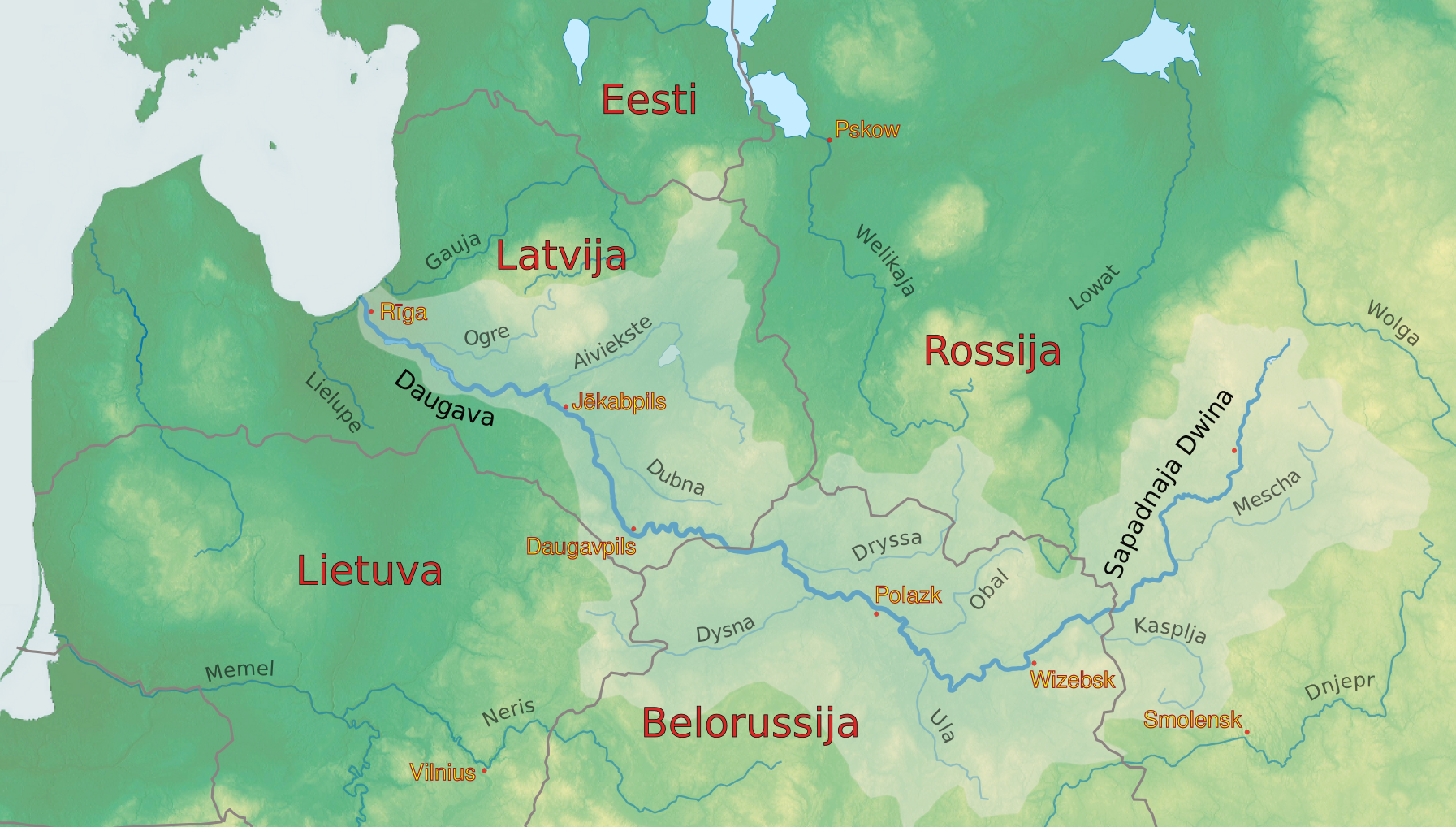
ダウガヴァ川の流域。

ダウガヴァ川は、ロシアのヴァルダイの丘に源を発し、ベラルーシ・ラトビアを流れ、リガ湾でバルト海に注ぐ。ただし、運河によってベレジナ川やドニエプル川とつながっている。
ダウガヴァ川の流路の途中には、水力発電のためのダムが3つ存在している。リガHESは、河口から35kmさかのぼったリガ市内にある。ケグムスHESは、そこからさらに35kmさかのぼったところ（河口から70km）にあり、プラヴィヌHESは、さらに37kmさかのぼったところ（河口から107km）にある。4番目のダムとなるダウガフピルスHESも計画はされているが、強い批判に晒されている。ベラルーシ国内でも自国内にダムを作る計画が存在している。

## 流域の都市
- ロシア
  - アンドレアポリ
  - ザパドナヤ・ドヴィナ
  - ヴェリジ
- ベラルーシ
  - ポラツク
  - ナヴァポラツク
  - ヴィーツェプスク
  - ベシャンコーヴィチ
  - ヴェルフニャズヴィンスク
- ラトビア
  - ダウガフピルス
  - リガ
  - イェーカブピルス
  - アイツクラウクレ
  - リェルヴァーデ

## 支流
下流より記載
- ジスナ川
- パラター川
- カースプリャ川
- トロパ川